# Eupetersia reticulata
Eupetersia reticulata är en biart som först beskrevs av Raymond Benoist 1962.  Eupetersia reticulata ingår i släktet Eupetersia och familjen vägbin. Inga underarter finns listade i Catalogue of Life.